# Osturnianske jazero
Osturnianske jazero popř. Ozero je jezero ve Spišské Maguře na severním Slovensku. Nachází se v katastru obce Osturňa v okrese Kežmarok jižně od obce na levé straně doliny Kruľovského potoka. Leží v nadmořské výšce 874 m a má rozlohu přibližně 0,5 ha. Vzniklo zahrazením sesuvem paleogéních hornin na východním svahu doliny.

## Vodní režim
Jezero nemá povrchový odtok. Patří k povodí Krulovského potoka, jež je pravým přítokem Osturnianského potoka v povodí Dunajce.

## Přístup
Ve vzdálenosti přibližně 100 m severozápadně od jezírka prochází žlutá turistická značka z Ostrurně na Magurku (1193 m).

## Ochrana přírody
Od roku 1984 je spolu se svým okolím chráněné (přírodní památka Jazero). Ochrana je zaměřena na typické lesní fytocenózy.